# ヘーヴァジュラ・タントラ
『ヘーヴァジュラ・タントラ』（Hevajra Tantra）とは、仏教の後期密教経典で、母タントラ系の代表的経典。チベット仏教では無上瑜伽タントラに分類され、サキャ派が所依とする。
「ヘーヴァジュラ」とは、この教典に登場する尊格の名であり、一般的には「ヘー」は呼びかけの言葉、「ヴァジュラ」は「金剛」を意味すると解釈され、漢字では「呼金剛」「喜金剛」と訳される。したがって、この経典自体も『呼金剛タントラ』『喜金剛タントラ』等とも訳される。ただし、歴史的経緯から言えば、この「ヘーヴァジュラ」は、「ヘールカ」という狭義にはシヴァ神を模した尊格の1つの発展形態であり、「ヘールカ・ヴァジュラ」の略称だと解釈するのが自然である。
サンスクリット原典、チベット語訳、漢訳いずれもが現存し、漢訳は宋代の法護によって10世紀後半に訳された『仏説大悲空智金剛大教王儀軌経』（大正蔵密教部第18巻No.892）がそれに相当する。

## 構成
「三十二の儀軌から抜き出された二つの儀軌」という体裁を採っており、第一儀軌「金剛蔵の現等覚」の11章、第二儀軌「大いなるタントラ王の幻」の12章、計二儀軌23章から成る。
『秘密集会タントラ』等、他の後期密教経典と同じく、雑多な内容が未整理なまま詰め込まれている。

## 内容

### 第一儀軌
第1章は、導入部であり、経典中で最後に成立したと考えられる最も整理された内容となっており、世尊が聴衆の中の金剛蔵菩薩に対して、金剛薩埵とヘーヴァジュラの名の由来、タントラを説く理由、32の脈管、4つのチャクラ、経典中の各種の主題が4つの構成要素から成ることなどを述べる。
第2章では、散文のマントラ集であり、「バリ」（精霊・餓鬼等を慰撫する施食など）の儀礼のマントラ、五仏、ヘーヴァジュラ、ヨーギニーへのマントラ、結界、降伏、遮止、追放、離間、呪殺、鉤召などの修法のマントラ、請雨法と止雨法の儀礼のマントラ、撃退法、焼殺法、吐瀉法、誘惑法、日月支配法、紛失物発見法、動物解放法といった呪術の儀礼のマントラなどが、説かれる。
第3章は、ヘーヴァジュラとダーキニーの観想、及びそれとの合一の次第。
第4章は、前章の内容を受けた、加持の次第。
第6章は、歌舞・飲食の儀礼が説かれる。「ヘールカ」（ヘーヴァジュラの原型、シヴァ神的な左道タントラの愛欲秘密仏）に扮し、夜、木が一本だけ立っている所、墓場、母の家、ひと気のない郊外などで、「金剛部」尊格の女尊にしつらえた若い女性パートナーを侍らせ、歌舞・飲食を行う等。
第7章は、死肉や、七生人（7回生まれ変わって十分に善根を積んだ者）の肉を食す等。
第8章は、ヘーヴァジュラを主尊とする十五尊マンダラの次第。
第10章は、秘密灌頂など。
第11章は、クルクッラーという女尊の成就法。

### 第二儀軌
第1章は、金剛蔵菩薩の質問に対して、世尊がプラティシュターという入魂法の儀礼の解説を説く。護摩、マンダラ、供物など。
第3章は、世尊が金剛蔵菩薩に対し、空・自性清浄の思想と共に、徹底した破戒を説く。殺戮、嘘言、窃盗、姦通、肉食、等々。また、隠語の列挙。
第4章は、前章を受け、「毒を以て毒を制す」かのごとく、破戒的実践によって無知・無明から解放されることを説く。
第5章は、集団儀礼を説く。マンダラの八方に配置した12歳・16歳の女性を、抱擁・接吻で供養、精液を口に含みマンダラ上に散布、女性にも飲ませる、酒・肉の摂取、女性達を裸にして女性器に何度も接吻、女性達は歌舞で返し、性的ヨーガを行う等。また、灌頂関連。
第6章は、女尊（ヨーギニー）の問いに答える形でヘーヴァジュラが密儀的な尊像絵画法を説く。カパーラ（髑髏杯）を絵具容器、死体の毛髪を筆と画布に、ひと気の無いところで、新月前夜、裸に人骨装飾具を着け、酒を飲み、女（ムドラー）を侍らせ、不浄物を食べながら描く等。
第7章は、前章と同じく、密儀的な経典筆写法が説かれる。貝葉に蜜のインク、人骨のペンで書く等。後半には、饗宴的集団儀礼の様子。ヘーヴァジュラの自身を中心に、八方にダーキニーの女性行者を配置した九尊マンダラ等。